# Anthrax inordinatus
Anthrax inordinatus är en tvåvingeart som beskrevs av Camillo Rondani 1863. Anthrax inordinatus ingår i släktet Anthrax och familjen svävflugor. Inga underarter finns listade i Catalogue of Life.